# Старр, Эллен Гейтс
Эллен Гейтс Старр (англ. Ellen Gates Starr; 19 марта 1859, Лаона, Иллинойс — 10 февраля 1940, Сафферн, Нью-Йорк) — американский общественный деятель и активист. Соосновательница (с Джейн Аддамс) Халл-Хауса в Чикаго, а также Центра образования для взрослых, в 1889 году — сетлемента в Чикаго, который позже был расширен до 13 зданий.

## Биография

### Ранние годы
Эллен Гейтс Старр родилась 19 марта 1859 года в Лаоне, штат Иллинойс, в семье Калеба Аллена Старра и Сьюзен Гейтс (урожденной Чайлд). С 1877 по 1878 год Старр посещала Рокфордскую женскую семинарию, где впервые познакомилась с Джейн Аддамс. Вскоре она была вынуждена покинуть школу из-за финансовых проблем, и занялась преподаванием в Чикаго.

### Социально-реформаторская работа
Когда Джейн Аддамс отправилась в путешествие по Европе, Старр присоединилась к ней в 1888 году. Побывав в Лондоне, пара была вдохновлена успехом английского поселенческого движения и решила основать собственный сетлемент в Чикаго. И им удалось воплотить свои планы — в 1889 году они основали Халл-хаус с детским садом, а затем и яслями, центром по уходу за младенцами и центром непрерывного образования для взрослых. В 1891 году Старр основала художественную галерею Батлера как первое дополнение к Халл-хаусу. После она отправилась в Англию на учёбу к знаменитому переплётчику Томасу Джеймсу Кобден-Сандерсону. После своего возвращения в 1898 году она основала переплётный класс в Халл-хаусе, а затем школу искусств и ремёсел.
Помимо этого, она стремилась организовать движение искусств и ремёсел в Чикаго. В 1894 году Старр с помощью Чикагского женского клуба основала Чикагское общество искусств при государственной школе. Целью организации было обеспечение образовательных учреждений оригинальными произведениями искусства и репродукциями хорошего качества, содействие обучению в государственных школах и восприятию красоты как признака гражданской позиции. Старр была президентом общества до 1897 года, когда основала Чикагское общество искусств и ремесел.
Старр также принимала активное участие в кампании по реформированию законов о детском труде и условий труда на промышленных предприятиях Чикаго. Она была членом женской Профсоюзной Лиги и помогала организовывать забастовки швейных рабочих в 1896, 1910 и 1915 годах. Однако по своим убеждениям она решительно выступала против индустриализации, идеализируя цеховую систему Средневековья, а позднее и движение декоративно-прикладного искусства. Во время забастовки ресторанных работников она была арестована. В трущобах Чикаго она рассказывала детям, которые не посещали школу, о таких писателях, как Данте и Роберт Браунинг.

### Последующие годы
Хотя Старр много лет интересовалась католицизмом, она обратилась в христианство только в 1920 году, когда поверила, что церковь учит социальной справедливости. Однако, её работа в кампаниях против детского труда встретила сильное противодействие со стороны церкви.
В 1929 году осложнения, вызванные операцией по удалению спинномозгового абсцесса, привели к тому, что она оказалась парализована ниже пояса. В 1931 году, тяжело больная, Старр поселилась в Римско-католическом монастыре в Сафферне, штат Нью-Йорк, где о ней заботилось общество Святого Младенца Иисуса. Она не принадлежала ни к их религиозной общине, ни к какой-либо другой.
После восьми лет, проведённых в монастыре, Старр умерла 10 февраля 1940 года.

## Личная жизнь
Американский историк Лиллиан Фадерман утверждает, что Старр была «первой серьезной привязанностью Джейн Аддамс». Дружба между ними продолжалась много лет, они вместе проживали. Аддамс писала Старр: «Давай любить друг друга, несмотря ни на что, и искать спасения».
Директор Музея, посвящённого Халл-хаусу при Университете Иллинойса в Чикаго Лиза Ли утверждает, что эти отношения были лесбийскими. Историк и соавтор книги «20 лет в Халл-хаусе» Виктория Бисселл Браун соглашается с тем, что их можно называть лесбиянками, если подразумевать под этим «женщин, которые любят других женщин», хотя нет никаких доказательств того, что Старр и Аддамс были сексуальными партнёрами. Градус их отношений понизился, когда Аддамс познакомилась с Мэри Розет Смит (которая была ученицей Старр в школе Мисс Киркленд). Впоследствии эти две женщины поселились вместе.
Старр присоединилась к Епископальной церкви в 1883 году. К 1894 году она стала членом общества сподвижниц Святого Креста, епископального женского молитвенного общества, которое сочетало молитву с образованием и активностью в борьбе за социальную справедливость. Её основателем была Эмили Мэлбоун Морган, а в число её сподвижниц входили влиятельные реформаторы со всех концов Соединённых Штатов, таких как Вида Скаддер и Мэри Симхович. Они собирались вместе каждое лето и уединялись на неделю, в ходе которой женщины-реформаторы занимались духовными практиками, общались друг с другом и проходили образовательные программы по социальным вопросам.

## Наследие
В 2016 году начальная школа Базилики Святого Гиацинта в чикагском районе Эйвондейл, которая была закрыта в 2014 году, стала декорацией для знаменитой иммерсивной театральной пьесы «Learning Curve» проекта Albany Park Theater. Школа получила новое название — «Эллен Гейтс Старр Хай Скул», в честь соучредителя Халл-хауса.